# Organització de responsabilitat de productor
Una organització de responsabilitat de productor (ORP) és una organització d'empreses implicades en la fabricació i la distribució per administrar la «fi de vida útil» de productes de consum o d'ús professional, quan esdevenen residus. De vegades es fa servir l'acròstic PRO, de l'anglès producer responsibility organisation.
És un sistema col·lectiu per complir els deures legals de responsabilitat estesa del productor (REP) en la recollida i el tractament dels productes a la fi de vida útil. Sovint són organitzacions sense ànim de lucre o cooperatives, però poden ser igualment empreses normals o agències públiques. Alternativament un productor pot crear el seu propi sistema de gestió de residus, tot i que la recollida individual i ulterior tractament sembla una solució menys eficient. Per exportadors nous o petites i mitjanes empreses, participar en una ORP pot ser l'única solució factible. Segons l'OECD, el risc existeix que es faci servir el procediment administratiu per afiliar-se a una ORP, per tal de crear barreres tècniques al llibre comerç. Per això s'ha de vetllar que qualsevol productor o actor exportador pugui entrar fàcilment en una ORP, igual com un actor nacional.
Una ORP pot tenir unes quantes tasques: participar en sistemes de recuperació voluntaris com obligatoris, sistemes de devolució de fiances i programes de taxes anticipades de recollida i tractament. També pot actuar més enllà de la gestió de la recollida, com ara en l'educació i la formació de productors i consumidors, la recaptació de tributs i altres tasques d'un programa de REP. La reglamentació sobre les organitzacions de responsabilitat de productor també ha de preveure qui paga el cost de tractament residus d'importació privada o d'empreses desaparegudes.
A Espanya el 2021 hi havia nou organitzacions de responsabilitat de productor. No totes tenen activitats de recollida de les set categories de residus d'aparells elèctrics i electrònics (RAEE). Cada any, la Direcció general de Qualitat i Avaluació mediambiental determina els objectius de recollida per a cada organització. El volum mínim depèn del volum de les vendes d'aparells elèctrics i electrònics (AEE) de l'any precedent.
|                             | Aparells d'intercanvi de temperatura | Monitors i pantalles | Làmpades | Grans aparells | Petits aparells | Equip d'informàtica i telecomunicació petit | Panells fotovoltaics |
| --------------------------- | ------------------------------------ | -------------------- | -------- | -------------- | --------------- | ------------------------------------------- | -------------------- |
| Associació Ambilamp         | ❖                                    |                      | ❖        | ❖              | ❖               |                                             |                      |
| Associació Reinicia         | ❖                                    | ❖                    | ❖        | ❖              | ❖               | ❖                                           |                      |
| Ecoasimilec                 | ❖                                    | ❖                    | ❖        | ❖              | ❖               | ❖                                           | ❖                    |
| Ecofimatica                 |                                      |                      |          | ❖              | ❖               | ❖                                           |                      |
| Eco-Raee's                  | ❖                                    | ❖                    | ❖        | ❖              | ❖               | ❖                                           | ❖                    |
| Ecotic                      | ❖                                    | ❖                    | ❖        | ❖              | ❖               | ❖                                           | ❖                    |
| European Recycling Platform | ❖                                    | ❖                    | ❖        | ❖              | ❖               | ❖                                           | ❖                    |
| Fundació Ecolec             | ❖                                    | ❖                    | ❖        | ❖              | ❖               | ❖                                           | ❖                    |
| Sunreus Association         | ❖                                    | ❖                    | ❖        | ❖              | ❖               | ❖                                           |                      |
| Organitzacions a Andorra    |                                      |                      |          |                |                 |                                             |                      |
| Refesa                      | ❖                                    | ❖                    | ❖        | ❖              | ❖               | ❖                                           | ❖                    |